# Municipio de Havana (Minnesota)
El municipio de Havana (en inglés: Havana Township) es un municipio ubicado en el condado de Steele en el estado estadounidense de Minnesota. En el año 2010 tenía una población de 570 habitantes y una densidad poblacional de 6,12 personas por km².

## Geografía
El municipio de Havana se encuentra ubicado en las coordenadas 44°3′35″N 93°5′44″O / 44.05972, -93.09556. Según la Oficina del Censo de los Estados Unidos, el municipio tiene una superficie total de 93.16 km², de la cual 90,57 km² corresponden a tierra firme y (2,79 %) 2,6 km² es agua.

## Demografía
Según el censo de 2010, había 570 personas residiendo en el municipio de Havana. La densidad de población era de 6,12 hab./km². De los 570 habitantes, el municipio de Havana estaba compuesto por el 98,42 % blancos, el 0,18 % eran amerindios, el 0,7 % eran asiáticos, el 0,35 % eran de otras razas y el 0,35 % eran de una mezcla de razas. Del total de la población el 3,86 % eran hispanos o latinos de cualquier raza.